# 松任谷正隆
松任谷 正隆（まつとうや まさたか、1951年〈昭和26年〉11月19日 - ）は、日本の音楽プロデューサー、編曲家、キーボーディスト、作曲家。またモータージャーナリスト、タレントとしても活動している。雲母社社長、雲母音楽出版社長、マイカ・ミュージック・ラボラトリー校長、安達建設最高顧問。および東京工科大学メディア学部客員教授も務める。

## 人物
東京都出身。杉並区にある東京衛生病院で出生。日の丸幼稚園、慶應義塾幼稚舎、慶應義塾普通部、慶應義塾高等学校、慶應義塾大学文学部卒業（1974年）。ニックネームは「マンタ」、「遊眠亭主」、「ユーミンパパ」。「U.Kon」名義での楽曲提供もある。血液型A型。
妻はシンガーソングライター・作曲家・作詞家の松任谷由実（旧姓：荒井由実）。父・松任谷功三郎は東京銀行（現：三菱UFJ銀行）横浜支店長。母・和子は正隆が荒井由実との結婚後に設立した事務所雲母社監査役。
父の異母兄弟の健太郎（農林省審議官）の妻・尋子の祖父は国家主義者の頭山満。

## 略歴
- 1971年（昭和46年）、吉田拓郎のアルバム『人間なんて』にミュージシャンとして参加し、以降、アルバム制作やライブにおいてキーボード、バンドマスターを担当する。
- 1972年（昭和47年）、小坂忠、林立夫、後藤次利、駒沢裕城と「小坂忠とフォー・ジョー・ハーフ」を結成。
- 1973年（昭和48年）、細野晴臣、鈴木茂、林立夫と「キャラメル・ママ」を結成。その後キャラメル・ママのメンバーを中心にティン・パン・アレイに移行。
- 1974年（昭和49年）谷山浩子の「お早ようございますの帽子屋さん」の編曲の仕事に関わったことから本格的にアレンジャーとしての活動を始める。ただし、この仕事は最終的に萩田光雄の手によるものとなっている。（シングルレコード）1975/2/10発売
  - 1974/2/17　第7回ポプコン譜面応募の部大会　よみうりホール　アレンジ松任谷正隆
  - 1974/3/24　第7回ポプコン関東甲信越大会　中野サンプラザホール　アレンジ松任谷正隆
  - 1974/5/5　第7回ポプコンつま恋本選会　アレンジ高島明彦　3番追加
- 1976年（昭和51年）11月29日、横浜山手教会にて荒井由実と挙式。
- 1982年（昭和57年）、フジテレビ系「FNS歌謡祭」で最優秀編曲賞を受賞。
- 1986年（昭和61年）、音楽学校「マイカ・ミュージック・ラボラトリー」を開校し、校長を務める。同校の講師に桐ヶ谷仁がいる。
- 1987年（昭和62年）、松任谷由実「DIAMOND DUST」コンサートツアーより演出を手がける。
- 2004年（平成16年）、NHK紅白歌合戦ではゆずのゲスト演奏者（ピアノ）として出演。
- 2005年（平成17年）、第34回ベストドレッサー賞（学術・文化部門）受賞。
- 2007年（平成19年）、『YUMING SPECTACLE SHANGRILA III〜A DREAM OF DOLPHINE〜』の総合演出を担当し、ロシアの国立グレートモスクワサーカス団とコラボ。この功績で7月23日、ロシア安全保障アカデミーよりロモノーソフ勲章を受章。
- 2009年（平成21年）10月1日、東京工科大学メディア学部客員教授に就任。
- 2010年（平成22年）、「ザ・ガーデニアヒルズ・オキナワ」プロデュース。
- 2010年（平成22年）10月、京都造形芸術大学芸術学部客員教授に就任。
- 2014年（平成26年）、第9回渡辺晋賞を受賞。
- 2014年（平成26年）、第65回NHK紅白歌合戦で薬師丸ひろ子・「Woman "Wの悲劇"より」のゲスト演奏者（ピアノ）として出演。
- 2019年（令和元年）、俳優の佐野史郎のレコーディングを切っ掛けとして、再結成された「SKYE（スカイ）」に加入。
- 2021年（令和3年）「SKYE」でアルバム発表と同時にバンドのメジャーデビュー。

## 逸話
- ピアノを4歳頃に習い始める。2006年にスタインウェイのピアノを購入した。このピアノについて「スタインウェイのピアノは高音がぴんと張って硬く、低音はぎーんと倍音がたくさん混じる。そのコンビネーションが世界の果てまで連れて行ってくれるような気がする」と綴っている[7]。
- 「ザ・ビートルズ日本公演チケットを貰うが、ドラムが入っている音楽が好きでは無いので行かなかった」と述べている。
- 今まで参加したバンド（フォー・ジョー・ハーフ、キャラメル・ママ、SKYE）は全て林立夫の勧誘で加入している。林は松任谷の母から「林くん、正隆をヘンな世界に引き込まないで」と怒られた[8]。
- 荒井由実とは彼女のファースト・アルバム「ひこうき雲」でのセッションで出会う。
- 結婚前のあいさつに、松任谷由実が彼の母と対面したとき「ウチの息子は楽隊屋なんですが、いいのでしょうか?」と言われた。
- 音楽・映像・イベントなど、総合プロデューサーとして活躍中の松任谷愛介は実弟、二科展絵画部会員・会友の松任谷國子、松任谷千鶴姉妹は従姉妹、著書で「電話帳で松任谷のページを開くといきなり親戚」と語っている。
- 大学時代は親友である、前アリコジャパン社長の宮本富生の隣に座って試験を切り抜けた。3年次の時にその親友が休学した際は、宮本の彼女の隣に座った。
- 司会を務めた「FUN」にてaikoの「カブトムシ」を絶賛。aikoをゲストに迎えた回でCDショップへ買いに行ったことを告白。人生で初めて購入した邦楽でもある。
- カーマニアで、特にプジョーなどのフランス車がお気に入りである。過去にはフェラーリ・モンディアルT、三菱・ランサーエボリューションⅣ、ランドローバー社のレンジローバーを所有していた他、現在では同社のランドローバー・レンジローバーイヴォーク、メルセデス・C63 AMG、ポルシェ・996GT3、テスラ・モデルX(P100D)[9]など、数台を所有している。1985年10月よりテレビ朝日系「カーグラフィックTV」のキャスターを務める他、日本カー・オブ・ザ・イヤー選考委員、日本自動車ジャーナリスト協会会員でもある。
- 初めての愛車は、トヨタ・カローラ・スプリンターである。当時付き合っていたガールフレンドの父親が、トヨタ自動車のセールスマンであり、頼まれる形でこの自動車を購入した[10]。
- 特技は似顔絵を書くこと。
- 10台ほどしか販売されなかった、物理モデル音源仕様のシンセサイザー、ヤマハ・VP1のユーザーの1人である。
- アメリカ合衆国のカントリーミュージシャンが、保守派の政治家を支援している点と、U2のボノなどがバラク・オバマ大統領の就任式典に参加していた点を引き合いに出し、「ミュージシャンは積極的に政治に関わるべきだ」と2010年5月25日放送の日本テレビ『NEWS ZERO』内で発言している。
- 自宅にネプチューンの堀内健が訪れた際、堀内がソファーで寝てしまうということがあったが、正隆は寝ている堀内にマッサージをしたという[11]。

## 編曲の特徴
編曲の特徴としては、従来歌謡曲で用いられなかったような楽器を積極的に使うという点がある。特に、フルートとハープの使用に特徴がある。また、コーラスも積極的に盛り込んでいる。その結果、松任谷由実（荒井由実）の作品にコーラスで参加することで注目されたアーティストも多い。全体としての作品のまとまりに優れるというよりも、部分的なフレーズに記憶に残るような著しい特色があることが多い。
また、流行に敏感で、外国の曲の特徴のある編曲を応用することもしばしばあり、一部の作品については、オリジナリティを疑問視する声もないではない。
なお、松任谷由実の作品の選別（レコード・CDに収録するかどうか）については、当初から、きわめて厳しいようであり、かなりの作品が「お蔵入り」となっていると言う。特に、シャンソン風とラテン風の作品については、辛いとする説もある。
松任谷正隆の編曲の影響を大きく受けている編曲家としては、新川博と武部聡志を挙げることができる。

## 出演番組

### テレビ
- カーグラフィックTV（1985年10月 - 、BS朝日/テレビ朝日） - 司会
- LOVE LOVE あいしてる内「GO!GO! BAND KIDS」[注釈 2]から生まれたミニバンド「ビートルーズ」の『The Night before Your Birthday』を編曲、プロデュース。[12]
- FUN（1998年10月9日 - 2004年3月26日、日本テレビ） - 司会
- グラミー賞（WOWOW） - 司会
- トリセツ（2004年4月1日 - 2005年3月31日、テレビ朝日）
- 未来へのトンネル（2007年12月1日、BS11） - 司会
- 小山薫堂 東京会議（2010年1月9日 - 、BSフジ） - 準レギュラー
- 上質の地図〜GRAND ATLAS〜（2014年8月、BS朝日） - 8月編集長
- ノンフィクションW「ユーミン」の作り方～松任谷正隆の流儀～（2014年10月18日、WOWOW）
- WOWOW 春の無料放送（2015年3月1日、WOWOW） - 司会
- 芸能界特技王決定戦 TEPPEN（フジテレビ） - ピアノ部門レギュラー審査員
- 松任谷正隆の趣味人になろう（2024年1月2日、BS松竹東急） - 司会
- ビッグショー（1974年9月8日、NHK総合）
- セブンスターショー（1976年3月14日、TBS）
- 笑っていいとも（1984年3月28日・2002年8月22日、フジテレビ） - テレフォンショッキング
- 徹子の部屋（2008年9月9日、テレビ朝日）
- 山本耕史“スイートJAM”（2009年8月13日・20日、BSジャパン）
- ミュージック・ポートレイト（2010年9月25日、NHK Eテレ）
- 美の壺（2020年10月16日、NHK BSP）
- グレーテルのかまど（2021年5月17日、NHK Eテレ）
- 僕らの音楽（フジテレビ）
- ウッチャンナンチャンのウリナリ!!（日本テレビ）
- Music Lovers（日本テレビ）
- プレミアムスウィッチ（日本テレビ）
- バリューナイトフィーバー（日本テレビ）
- NHK紅白歌合戦（NHK総合・ラジオ第1）

ほか多数

### ラジオ
- サウンドストリート（1978年11月23日 - 1981年3月30日、NHK-FM）[1]
- ねらえ!サウンドライフ ユーミン・マサタカのファッショナブル・パーティー（1976年 - 終了、ニッポン放送）
- 松任谷正隆のオールナイトニッポン（2018年4月27日、ニッポン放送）
- ANA Sound Take Off（1985年4月 - 1990年3月、TOKYO FM）[1]
- SUQQU presents 松任谷正隆 Focus on（2007年1月7日 - 9月30日、TOKYO FM）
- Grand Seiko presents 松任谷正隆の time S pace（2007年10月7日 - 2009年12月27日、TOKYO FM他）
- SEIKO presents ゆく年くる年〜一秒の言葉（2008年12月31日、TOKYO FM他）
- 三菱UFJニコス presents 松任谷正隆 DEAR PARTNER（2010年1月3日 - 2016年9月25日、TOKYO FM他）
- 空を見上げて〜明日へのチャレンジ（2013年12月31日、TOKYO FM他）
- GIFT for the FUTURE（2015年12月31日、TOKYO FM他）
- 松任谷正隆の楽しいラジオ（2016年10月2日 - 2017年3月26日 、TOKYO FM）
- Family Mart presents 松任谷正隆の明日もありがとう。（2017年4月7日 - 2018年3月30日、TOKYO FM他）
- 松任谷正隆のおでかけラジオ（2018年4月6日 - 2019年3月27日、TOKYO FM）
- 松任谷正隆の…ちょっと変なこと聞いてもいいですか？(2019年4月5日 - 、TOKYO FM)

### ドラマ
- 風の鳴る国境 明子と早苗（1982年5月28日、TBS）
- 松本清張の霧の旗（1983年1月4日、日本テレビ）

柳田正夫役。大竹しのぶ、二谷英明らと共演。
- エノケン－私が愛した喜劇王（1983年4月25日、TBS）
- ドラマ人間模様/新・事件 ドクター・ストップ（1982年10月10日、NHK総合）浅川守役

若山富三郎主演のテレビドラマ『事件』のシリーズ第5作目。若山のほか、松尾嘉代、松田優作らと共演。
- 昭和元年のラインダンス（1984年3月12日、TBS）
- 愛を売る娘たち（1984年11月22日、読売テレビ）
- 義父のいる風景（2000年11月27日、TBS）

### 映画
- 時をかける少女（1983年）
- 晴れ、ときどき殺人（1984年）

## 音楽監督

### 映画
- ねらわれた学園（1981年）
- 時をかける少女（1983年）
- ペンギンズ・メモリー 幸福物語（1985年）
- 時をかける少女（1997年）
- 天国の本屋〜恋火（2004年）
- 虹色ほたる 〜永遠の夏休み〜（2012年）

### ドラマ
- 松田聖子のはじめての情事（1983年、TBS）
- 春よ、来い（1994年、NHK総合）
- JJ ma-ma!（2000年、BSフジ）
- 長良川巡礼（2001年、NHK総合）

### テレビ
- コンボイ
- ムツゴロウとゆかいな仲間たち（フジテレビ）
- FNN DATE LINE（1989年、フジテレビ）
- ポンキッキーズ YAPPOOO（2005年、フジテレビ）

### 舞台
- 青い種子は太陽のなかにある（2015年）
- オセロー（2018年）
- トムとジェリー 夢よもう一度（2019年）
- 夏の夜の夢（2022年）

### CM
- 花王 ソフィーナレイシャス（2004年）
- NTT西日本 コミュニケーション大賞（2006年）

映画音楽など、歌をともなわないオリジナル作曲の仕事では、しばしばストリングスを前面に出したクラシック風のサウンドを聞かせる。たとえば、1993年の「時をかける少女」では、一種のピアノ協奏曲(ただし、ピアノが主に装飾パートに回る)となっている。

## ディスコグラフィー

### ソロアルバム
- 夜の旅人（1977年）＊収録の「HONGKONG NIGHT SIGHT」はユーミンも自身のミニアルバム「水の中のASIAへ」でカバーしている。

### 小坂忠& Four Joe Half在籍時
- もっともっと（1972年）ライブ盤

### キャラメル・ママ〜ティン・パン・アレー在籍時
- キャラメル・ママ（1975年）
- TIN PAN ALLEY 2（1977年）
- メルヘン・ポップ（1979年）

### SKYE在籍時
- 禁断の果実 - EP（2019年）佐野史郎 meets SKYE with 松任谷正隆名義
- SKYE（2021年）
- ALBUM（2023年）佐野史郎 meets SKYE
- Collage (2024年)

## 編曲

### あ行
- アグネス・チャン／single「アゲイン」「グッド・ナイト・ミスロンリー」(作曲・編曲)、single「やさしさ知らず」「3つの銅貨」(作曲・編曲)、album「ヨーイドン」
- 朝比奈マリア／album「MARIA」
- 芦田愛菜／single「雨に願いを」
- アン・ルイス／single「甘い予感」、album「チーク」
- いきものがかり／single「YELL」、album「いきものばかり〜メンバーズBESTセレクション〜」
- 石川セリ／single「ひとり芝居」、album「ときどき私は…」、album「はなびら」
- 石川ひとみ／single「にわか雨」、single「パープル・ミステリー」、single「まちぶせ」、single「冬のかもめ」c/w
- 伊藤美奈子／single「グラスの中の青い海」、album「Tenderly」、album「誘魚灯」
- 稲垣潤一／single「バチェラー・ガール」c/w、single「オーシャン・ブルー」
- 今井麻起子／album「CANDY A GO GO!!」
- 岩崎宏美／single「恋待草」、album「緋衣草」
- イルカ／single「なごり雪」、single「君は悲しみの」、single「なごり雪（2002年バージョン）」
- 上田浩恵／Single「MAGICAL MOONLIGHT」
- 内海和子／single「風はエンドレス・ストーリー」、single「もう君の名前も呼べない」、album「Lunch Time」
- 宇都美慶子／single「月灯りに抱かれて」
- emme
- 遠藤久美子／single「夢ロケッツ」
- 及川恒平／album「僕のそばにいなさい」
- 大賀埜々／single「Goodbye Girl」
- 大友裕子／single「フォービートで愛して」
- 大貫妙子／single「明日から、ドラマ」
- 岡田有希子／single「二人だけのセレモニー」、single「Summer Beach」、single「哀しい予感」、single「Love Fair」、album「FAIRY」、album「十月の人魚」
- 尾崎亜美／single「旅」、single「初恋の通り雨」、single「マイ・ピュア・レディ」、single「冥想」、album「MIND DROPS」、album「Shady」

### か行
- 梶芽衣子／album「去れよ、去れよ、悲しみの調べ」
- かぐや姫／「かぐや姫・今日」
- 風／album「風ファーストアルバム」
- 門あさ美／single「Lonely Lonely」、single「月下美人」、album「Fascination」 album「SACHET」 album「Semi Nude」
- 金井夕子／album「invitation」
- 雅夢／album「夢つづり」、album「風花」
- GARO／album「吟遊詩人」
- 川村ゆうこ／single「風になりたい」
- 来生たかお／single「Goodbye Day」、album「SPARKLE」
- 桑名将大／album「MILLER DR.」
- CLEO／album「CLEO」
- 木之内みどり／single「学生通り」、single「グッドフィーリング」、album「グッド・フィーリング」
- 木の実ナナ／single「ダンシング・ママ」、single「夜のパントマイム」、album「ダンシング・ママ」
- 木村佳乃／single「恋する日曜日」、single「雨の日はふたりで」、single「Lullaby For Grandmother」、album「GIRL」
- 桐ヶ谷仁／single「遠い日のときめき」、single「暮れ色の媚薬」、album「WINDY」、album「JIN」
- 熊谷幸子／single「恋の色」、single「未来はきみのもの」、single「君と約束した場所」、single「光の鐘を鳴らせ」、single「嵐のカーニバル」、single「love…」、single「おはよう、ファニーガール」、single「Rhapsody in Love」、single「Bahia〜バイーア〜」、single「YOU AND I」、single「月がきっと見ているから」、single「Hi Hi High」、album「ART OF DREAMS」、album「虹の彼方に」、album「Poison Kiss」、album「Good Morning Funny Girl」、album「S.K.」
- 小泉今日子／album「今日子の清く楽しく美しく」
- 小坂忠
- 小林麻美／ single「シフォンの囁き」

### さ行
- サーカス／single「ビューティフル・シーズン」
- 西城秀樹／single「2Rから始めよう」
- 斉藤由貴／single「卒業」c/w
- 坂上香織／album「夏休み」、album「ARE YOU READY?」
- 沢田研二／single「酒場でDABADA」c/w
- 沢田富美子／ ペンギンズメモリー「幸福物語」挿入歌「青空on my mind」
- ザ・リリーズ／single「シェルの涙」c/w
- THE ROMANCING PLANTS／album「NO MORE FLOWERS」
- 柴田恭兵／single「なんとなく、クリスタル」c/w
- 下條アトム／single「俺と親父」
- 白石まるみ／single「オリオン座のむこう」、album「風のスクリーン」
- 春風亭小朝／single「11月の風」
- 障子久美／album「Rhythm of Silence」、album「Motion & Moment」
- 杉真理／single「Hold on」、album「SONG WRITER」
- 須藤薫／single「LOVE AGAIN」、single「THE BLACK HOLE」、single「恋のビーチ・ドライバー」、single「あなただけI LOVE YOU」、single「セカンド・ラブ」、single「噂のふたり」、single「裸足のままで」、album「Chef's Special」、album「Paradise Tour」、album「Amazing Toys」
- 瀬戸龍介／single「ビューティフル・モーニング」

### た行
- 高田みづえ／album「ふり向けば秋」
- 田口清／single「ルーレット」
- 竹仲絵里／album「Garden」
- 田原俊彦／single「銀河の神話」
- 寺岡呼人／album 「RHAPSODY」、album「Waiting for the sun.」

### な行
- 中島みゆき／album「あわせ鏡、友情、夜曲」、album「B.G.M.」
- 中村中／album「あしたは晴れますように」
- 中村雅俊／single「日時計」、album「Shy Guy Masatoshi」
- 新田恵利／album「E-AREA」、single「若草の招待状」c/w

### は行
- パイシス／single「恋人と来ないで」
- ハイ・ファイ・セット／single「スカイ・レストラン」、single「冷たい雨」、album「ファッショナブル・ラバー」
- ペーターズ・スペース／album「Romantic Plastic」
- 萩尾みどり／single「大連慕情」
- BUZZ／single「風の盆」
- はたあすみ／日だまりの丘／六ぴき八ぴき
- 林紀恵／album「トロピカル・ジャンプ」
- 原田知世／single「時をかける少女」、single「ダンデライオン〜遅咲きのたんぽぽ」
- 光GENJI／album「Hi! 光GENJI」、single「剣の舞」c/w
- 平原綾香／single「晩夏（ひとりの季節）」
- 廣重綾／single「光る道」、single「You are you」
- 広谷順子／single「古都めぐり」、single「恋模様」c/w、single「天使のひとりごと」、album「その愛に…」
- 藤真利子／album「ガラスの植物園」
- ブレッド&バター／single「あの頃のまま」、single「センチメンタル・フレンド」、album「或る夜の出来事」
- ポケットビスケッツ／album「THANKS」
- 堀川まゆみ／single「ダディー」、single「レモン感覚」、album「楡通りの少女」

### ま行
- 松田聖子／single「赤いスイートピー」、single「小麦色のマーメイド」、single「渚のバルコニー」、single「秘密の花園」、single「瞳はダイアモンド」、single「Rock'n Rouge」、single「ピンクのモーツァルト」
- 松原みき／album「WHO ARE YOU?」、album「Myself」
- 松本典子／single「さよならと言われて」
- 真璃子／single「ほうせんか」c/w
- 三浦友和／single「ほほえみの扉」、album「素描」
- 三木聖子／single「まちぶせ」
- 水野きみこ／single「神よ何てお礼を言えばいいのか分からない」c/w
- 森尾由美／single「ごめんなさい・愛してる」、album「You & Me」、album「Euromantique」

### や行以降
- 八神純子／album「夢見る頃を過ぎても」
- 薬師丸ひろ子／single「Woman "Wの悲劇"より」、album「花図鑑」
- 泰葉／album「White Key」
- 山下久美子／single「バスルームから愛をこめて」、single「ワンダフルcha-cha」、single「恋のミッドナイト・D.J.」、album「バスルームから愛をこめて」、album「DANCIN' IN THE KITCHEN」
- 山瀬まみ／single「メロンのためいき」
- 山本コウタローとウィークエンド／single「はぐれ雲」、single「めぐる季節に」、album「ウィークエンド・セカンド 虹を下さい」
- 山本達彦／single「ある日この夏〜Two Way Summer」、single「アゲイン」、album「Memorial Rain」
- ゆず／single「桜木町」、single「栄光の架橋」、album『Going Home』
- 吉田拓郎／single「となりの町のお嬢さん」、single「明日に向って走れ」、single「舞姫」、single「サマーピープル」、album『明日に向って走れ』、album『ローリング30』
- 麗美／single「愛にDESPERATE」、single「青春のリグレット」、single「残暑」、single「Time Travelers」、album「REIMY」、album「R」、album「PANSY」
- レモン・トリー／single「まぎれなく恋」

他多数

## 著書
- SOUND TAKE OFF（1987年、CBSソニー出版）
- マンタの天ぷら（1997年、二玄社）
- 僕の散財日記（2005年、世界文化社）
- 職権乱用（2008年、二玄社）
- 僕の音楽キャリア全部話します―1971/Takuro Yoshida-2016/Yumi Matsutoya―（2016年、新潮社）
- おじさんはどう生きるか（2021年、中央公論新社／増補・中公文庫、2024年）
- 車のある風景（2023年、JAFメディアワークス）

### 雑誌・新聞連載
- 「カーグラフィック」（二玄社）
- 「MEN'S EX」僕の散財日記（2001年6月 - 2009年、世界文化社）
- 「MEN'S CLUB」続・僕の散財日記（2011年3月 - 2017年10月、ハースト婦人画報社）
- 「読売新聞」 ○○のマナー（2016年4月 - ）
- 「MEN'S CLUB」STYLEのあるクルマ選び（2017年11月 - 、ハースト婦人画報社）
- 「CAPA」1枚のフォトストーリー（2017年7月 - 、学研）
- 「JAF Mate」車のある風景（2018年2月 - 、日本自動車連盟）
- 松任⾕正隆の「僕のひとりごと」（2021年11月 - 、三井デザインテック）

## 講演
- 東京工科大学メディア学部 メディア特別講義II(ライブ・エンタテインメント論) - 第3回分の講義を担当
  - 2007年10月16日 - 講義内容：音楽制作プロデュースについて